# Mega Bomberman
Mega Bomberman est un jeu vidéo d'action développé par Hudson Soft, initialement sorti en 1993 sur PC-Engine sous le titre Bomberman '94, et adapté en 1994 sur Mega Drive. Le jeu fait partie de la série Bomberman.

## Système de jeu
Mega Bomberman comporte deux modes de jeu : solo ou multijoueurs. En mode solo le joueur doit traverser les labyrinthes composant les différents niveaux du jeu en détruisant les créatures qu'il croise à l'aide de ses bombes. En mode multijoueurs, le but  est de détruire les autres bombermen présents dans l'arène.
Le jeu propose quelques bonus présents seulement dans les derniers épisodes de la série, comme les louis (montures ressemblant à des kangourous) de différentes couleurs qui correspondent à différents pouvoirs.

## Équipe de développement (version PC-Engine)
- Programmeurs : Yuichi Ito, Hideo Iwakawa, Kazuyuki Kimura
- Graphismes : Takuya Aoyama, Yūji Iwahara, Tomomi Tada
- Programmeurs son : Hajime Ohara, Takashi Morio
- Musique : Jun Chikuma
- Directeur artistique : Shoji Mizuma
- Producteur : Hiroki Shimada
- Superviseur : Toshiki Fujiwara
- Directeur : Yoshiyuki Kawaguchi
- Game designer : Shinichi Nakamoto

## Accueil
En septembre 1994 le magazine Console + donnait la note de 94%.